# Monkey Mia
Koordinaten: 25° 47′ 41″ S, 113° 43′ 2″ O

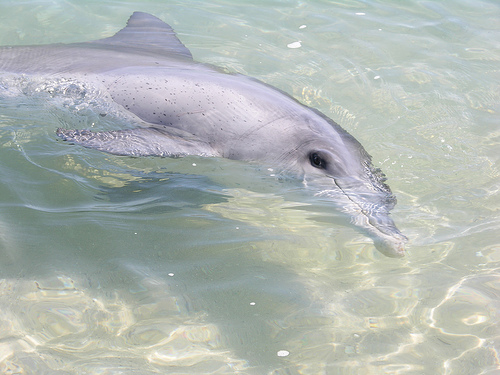
Einer der Delphine von Monkey Mia

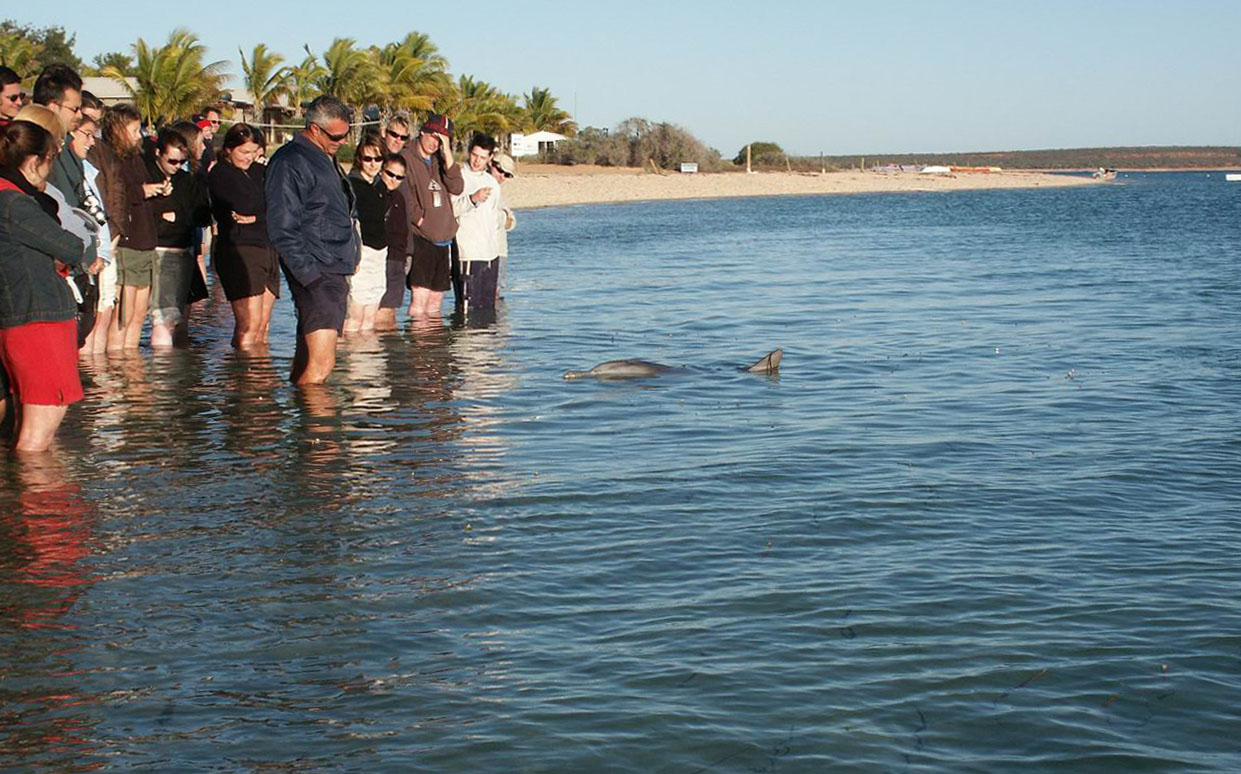
Delfinfütterung in Monkey Mia

Der Strand von Monkey Mia an der nordöstlichen großen Halbinsel der Shark Bay in Westaustralien, welche größtenteils zum UNESCO-Welterbe zählt, ist berühmt für die wildlebenden Delfine, die am Vormittag mehrfach an den Strand kommen, um sich aus der Hand füttern zu lassen.
Ranger der westaustralischen Naturschutzbehörde überwachen das Spektakel und betreuen das 2001 eingerichtete Visitor Center, das anhand von Videofilmen, ständigen Ausstellungen und Literatur über das Leben der Delfine informiert.
Die Herkunft des „affigen“ Namens der Bucht ist ungeklärt.

## Das Resort zur Delfinfütterung
Die Geschichte von Monkey Mia begann in den 1960er Jahren, als lokale Fischer anfingen, gelegentlich vorbeikommende Große Tümmler (bottlenose dolphins) mit Fischabfällen zu füttern. Nach und nach gewöhnten sich die Tiere an die Fütterung und erschienen regelmäßig am frühen Morgen und in den Vormittagsstunden in Strandnähe.
Nachdem sich immer mehr Schaulustige dabei versammelten, begann in den 80er Jahren die systematische touristische Vermarktung dieser Aktion durch Schaffung der notwendigen Infrastruktur. Das heutige weitläufige Resort besteht aus einem Appartementkomplex mit Sportanlagen und Restaurant sowie einer Backpacker-Sektion mit Campinghütten. Außerdem gibt es einen für die Größe des Resorts sehr kleinen Bereich für Zelte.
Wenn – zumeist morgens gegen 8 Uhr – die ersten Delfine am Strand gesichtet werden, kündigen die Ranger via Lautsprecheranlage die bevorstehende Fütterung an. In der Regel kommen sechs bis acht Delfine vorbei, doch in Ausnahmefällen sind auch schon über 20 auf einmal gesehen worden. Die Ranger erkennen sie an ihren unterschiedlichen Rückenflossen und haben ihnen Namen gegeben.
Während je nach Saison ca. 100–400 Touristen knietief im Wasser stehen, erläutert ein Ranger – via Lautsprecher – die Identität der Tiere und berichtet ca. 20 Minuten über jüngste Erlebnisse mit ihnen. Dann erscheinen andere Ranger mit 2–3 kleinen Eimern voll Fische; jetzt müssen alle Touristen aus dem Wasser raus und sich auf den Strand stellen. Von den Rangern ausgesuchte Touristen dürfen dann die Delfine füttern. Zu keiner Zeit darf man die Delfine streicheln oder berühren, da dadurch Krankheiten auf die Delfine übertragen werden können.
Gleichzeitig mit den Delfinen werden am oberen Strandende die Brillenpelikane mit Fischstücken gefüttert. Damit verhindern die Ranger, dass die Pelikane versuchen, an das Delfinfutter zu kommen, und dabei die Touristen attackieren.
Im Laufe des Vormittags gibt es zumeist ein bis zwei weitere Fütterungen, je nachdem, ob und wie viele Delfine noch einmal kommen. Diese Fütterungen sind zumeist weniger frequentiert, da die meisten Touristen die erste Aktion am frühen Morgen mitmachen und danach weiterreisen.
Das Resort wirbt mit einer „Trefferquote“ von 99,6 %, mit anderen Worten: Innerhalb von zwei Jahren habe es nur zwei „delfinlose“ Tage gegeben.

## Ziele in der Umgebung
- Ein ca. 1,5 km langer Wanderweg hinter dem Resort führt zu einer Vogelbeobachtungsstation.
- Bootsfahrten werden organisiert zu den Delfinen in the wild (auf offener See) sowie zur Beobachtung von Dugongs, Tigerhaien, Meeresschildkröten und Walen.
- Der wichtigste Ort der Region ist das ehemalige Perlfischerdorf Denham, das zugleich Verwaltungszentrum der Shire of Shark Bay ist.
- Die von Denham zum Resort führende und dort endende Monkey Mia Road verläuft am Südrand des Francois-Peron-Nationalparks. Das Buschland mit rostroten Sanddünen ist Naturschutzgebiet für zahlreiche bedrohte Tierarten.
- Der Shell Beach aus Millionen von Herzmuscheln der Art Fragum erugatum liegt ca. 40 km südlich von Monkey Mia.
- Weitere 30 km südlich liegt das Hamelin Pool Marine Nature Reserve. An der Telegrafenstation aus dem Jahre 1884 liegt ein kleines Museum, in dem auch die Stromatolithen im wenige Schritte entfernten Hamelin Pool erklärt werden: in der Bucht bilden Mikroorganismen noch wie vor zwei oder drei Milliarden Jahren kleine pilzförmige Felsen. Diese Erscheinung, die wahrscheinlich eine der ersten Lebensformen auf der Erde war, lässt sich nur noch selten beobachten.